# Ceratium hirundinella
Ceratium hirundinella ist eine Art der Dinoflagellaten. Die einzellige Alge ernährt sich durch Photosynthese und ist sowohl in Salz- wie auch in Süßwasserhabitaten vertreten.

## Beschreibung
Die Zellen sind dunkelbraun und besitzen eine Mittelrille. Sie sind 80 bis 400 Mikrometer lang und stark abgeflacht. Das äußerste Horn ist lang und schmal, mit einem stumpfen Ende, die beiden Hörner der Gegenseite sind gerade mit spitzen Enden und weisen normalerweise in leicht unterschiedliche Richtungen; ein drittes Horn auf dieser Seite kann vorliegen. Die Zellen können kurze Ketten bilden und besitzen eine hohe Salztoleranz. Sie bewegen sich rotierend.

## Ökologie
Die Art ernährt sich durch Photosynthese, auch Mixotrophie tritt auf. Sie ist in Seen gemäßigter Breiten häufig und stellt dort saisonal einen signifikanten Anteil am Phytoplankton. Am höchsten ist die Dichte der Bestände im August/September, zu dieser Zeit kann sie annähernd monospezifische Bestände bilden. Diese Phase endet schlagartig, indem die Zellen sich im Herbst in unbewegliche und dickwandige Zysten verwandeln, die in das Sediment herabsinken und dort überwintern und erst im Frühling bzw. Frühsommer wieder excystieren. Gelegentlich allerdings encystieren zum Saisonende nur wenige der Zellen, so dass es dann zu einem Massensterben kommt. Die Art kommt vor allem oberflächennah vor, durch ihre Beweglichkeit kann sie ihre horizontale Position im Gewässer aktiv beeinflussen und so ein Absinken in das Sediment verhindern.
Die Zysten können von einem Töpfchenpilz parasitiert werden. Eine andere Töpfchenpilzart ist ein Saprophyt an vegetativen Zellen, an diesem Stadium parasitierende Pilze fehlen aber.